# Hartenthal
Hartenthal ist ein Weiler mit etwa 40 Einwohnern, der bereits seit 1818 zur Stadt Bad Wörishofen im bayerischen Landkreis Unterallgäu gehört.

## Geographie
Hartenthal liegt rund drei Kilometer südwestlich von Bad Wörishofen in der oberschwäbischen Region Donau-Iller.

## Geschichte
Bodenfunde beweisen eine frühe Besiedlung in der Mittelsteinzeit. Es wurden hier 32 Silices aus dem Epipaläolithikum und der Mittelsteinzeit sowie ein Beilchen aus der Jungsteinzeit gefunden. 1250 erscheint erstmals der Flurname Hartenthal, 1494 ist die Rodungssiedlung erstmals urkundlich belegt. In früher Zeit hieß der Weiler „Hettenthal“, später dann „Vorderhartenthal“ im Gegensatz zum 1892 aufgegebenen Hinterhartenthal.
Der Ort befand sich im Besitz des Klosters St. Katharina der Dominikanerinnen, das 1251 in Augsburg errichtet wurde und das auch das Patronatsrecht auf die Wörishofener Kirche St. Justina innehatte. Die Stellung des Klosters als Niedergerichtsherr war unumstritten, aber um die hohe Gerichtsbarkeit gab es lange Auseinandersetzungen mit der Herrschaft Mindelheim. Die 1605 gefundene Regelung sprach dann St. Katharina die niedere und die hohe Gerichtsbarkeit innerhalb des Dorfetters, der Gärten und Zäune zu; außerhalb lag die Hochgerichtsbarkeit aber bis zum Wettbach bei der Herrschaft Mindelheim. Durch die Säkularisation wurde das Katharinenkloster 1802 aufgelöst. 1840 gehörte der Weiler zur Pfarrgemeinde Wörishofen und zum Landgericht Türkheim. Die Ansiedlung bestand 1864 aus zwei Höfen mit insgesamt 20 Einwohnern.